# Ann Sears
Ann Sears est une actrice anglaise, née en 1933 à Londres, Quartier de Stepney (Royaume-Uni), décédée le 20 octobre 1992 à Esher (Surrey, Royaume-Uni).

## Filmographie
- 1957 : Emergency-Ward 10 (série télévisée) : Staff Nurse Jane Morley
- 1957 : Lady of Vengeance : Katie Whiteside
- 1957 : Le Pont de la rivière Kwaï (The Bridge on the River Kwai) : Nurse at Siamese hospital
- 1958 : Cat and Mouse : Ann Coltby
- 1959 : Crash Drive : Nurse Phillips
- 1960 : The Unstoppable Man : Pat Delaney
- 1961 : Man Detained : Stella Maple
- 1962 : The Lamp in Assassin Mews : Ruth
- 1962 : She Always Gets Their Man : Betty Tate
- 1962 : La Vengeance du docteur Corrie : Stevenson's secretary
- 1969 : Exmplosion : Jaguar owner's wife